# Lee Chae-won
Lee Chae-won (* 7. April 1981 in Pyeongchang) ist eine südkoreanische Skilangläuferin.

## Werdegang
Lee trat von 1999 bis 2004 beim Continentalcup an. Seit 2004 nimmt sie vorwiegend beim Skilanglauf-Far-East-Cup teil. Dabei holte sie bisher 24 Siege und gewann in der Saison 2009/10, 2016/17, 2019/20 und 2020/21 die Gesamtwertung. In der Saison 2008/09, 2010/11 und 2014/15 belegte sie den zweiten Platz in der Gesamtwertung. Ihr erstes Weltcuprennen lief sie im November 2001 in Kuopio, welches sie mit dem 89. Platz über 10 km klassisch beendete. Ihr bestes Resultat bei den Olympischen Winterspielen 2002 in Salt Lake City war der 46. Rang im 15-km-Massenstartrennen. Bei den nordischen Skiweltmeisterschaften 2005 in Oberstdorf belegte sie den 49. Platz über 10 km Freistil. Ihre beste Platzierung bei den Olympischen Winterspielen 2006 in Pragelato war der 57. Rang im 15-km-Skiathlonrennen. Bei den nordischen Skiweltmeisterschaften 2007 in Sapporo erreichte sie den 51. Platz über 10 km Freistil. Im Dezember 2008 schaffte sie in La Clusaz mit dem 43. Platz im 15-km-Massenstartrennen ihr bisher bestes Weltcupeinzelergebnis. Bei den nordischen Skiweltmeisterschaften 2009 in Liberec belegte sie den 75. Rang im Sprint und den 63. Platz über 10 km klassisch. Ihr bestes Resultat bei den Olympischen Winterspielen 2010 in Vancouver war der 53. Platz über 10 km Freistil. Bei den Winter-Asienspielen 2011 gewann sie Gold über 10 km Freistil. Bei den nordischen Skiweltmeisterschaften 2011 in Oslo erreichte sie den 69. Platz im Sprint und den 47. Rang im 15-km-Verfolgungsrennen. Ihr bestes Ergebnis bei den Olympischen Winterspielen 2014 in Sotschi war der 36. Platz im 30-km-Massenstartrennen. Bei den nordischen Skiweltmeisterschaften 2015 in Falun belegte sie den 60. Platz im Sprint und den 50. Rang im Skiathlon. Im Sommer 2015 startete sie im Australia/New-Zealand-Cup. Dabei erreichte sie zwei Podestplatzierungen, darunter einen Sieg, und belegte den fünften Platz in der Gesamtwertung. Bei der Nordic Opening in Ruka zu Beginn der Saison 2015/16 kam sie auf den 74. Platz. Im Februar 2017 holte sie in Pyeongchang mit dem 12. Platz im Skiathlon ihre ersten Weltcuppunkte. Bei den Winter-Asienspielen 2017 in Sapporo holte sie die Bronzemedaille mit der Staffel und jeweils die Silbermedaille im 15-km-Massenstartrennen und über 10 km Freistil. Im Februar 2018 lief sie bei den Olympischen Winterspielen in Pyeongchang auf den 57. Platz im Skiathlon, auf den 51. Rang über 10 km Freistil und zusammen mit Ju Hye-ri auf den 21. Platz im Teamsprint. In den Jahren 2019 bis 2021 wurde sie südkoreanische Meisterin über 5 km klassisch und 2019 über 10 km Freistil. Bei den Olympischen Winterspielen 2022 in Peking lief sie auf den 75. Platz über 10 km klassisch und auf den 61. Rang im Skiathlon.

## Siege bei Continental-Cup-Rennen
| Nr. | Datum             | Ort             | Disziplin            | Serie                     |
| --- | ----------------- | --------------- | -------------------- | ------------------------- |
| 1.  | 23. August 2002   | Perisher Valley | 10 km klassisch      | Continental Cup           |
| 2.  | 25. August 2002   | Perisher Valley | 5 km Freistil        | Continental Cup           |
| 3.  | 4. Februar 2004   | Kangwŏn-do      | 5 km klassisch       | Continental Cup           |
| 4.  | 3. Februar 2005   | Kangwŏn-do      | 5 km klassisch       | Far East Cup              |
| 5.  | 4. Februar 2005   | Kangwŏn-do      | 10 km Freistil       | Far East Cup              |
| 6.  | 18. Januar 2006   | Kangwŏn-do      | 5 km klassisch       | Far East Cup              |
| 7.  | 19. Januar 2006   | Kangwŏn-do      | 10 km Freistil       | Far East Cup              |
| 8.  | 3. Februar 2009   | Pyeongchang     | 10 km Freistil       | Far East Cup              |
| 9.  | 20. Januar 2010   | Pyeongchang     | 5 km klassisch       | Far East Cup              |
| 10. | 21. Januar 2010   | Pyeongchang     | 10 km Freistil       | Far East Cup              |
| 11. | 8. August 2010    | Snow Farm       | 5 km Freistil        | Australia/New Zealand Cup |
| 12. | 21. Dezember 2010 | Pyeongchang     | 5 km klassisch       | Far East Cup              |
| 13. | 22. Dezember 2010 | Pyeongchang     | 5 km Freistil        | Far East Cup              |
| 14. | 3. Februar 2015   | Pyeongchang     | 5 km klassisch       | Far East Cup              |
| 15. | 4. Februar 2015   | Pyeongchang     | 10 km Freistil       | Far East Cup              |
| 16. | 29. August 2015   | Snow Farm       | 10 km klassisch Mst. | Australia/New Zealand Cup |
| 17. | 17. Dezember 2016 | Alpensia Resort | 10 km Freistil       | Far East Cup              |
| 18. | 15. Januar 2017   | Alpensia Resort | 5 km klassisch       | Far East Cup              |
| 19. | 16. Januar 2017   | Alpensia Resort | 10 km Freistil       | Far East Cup              |
| 20. | 11. Januar 2018   | Alpensia Resort | 5 km klassisch       | Far East Cup              |
| 21. | 12. Januar 2018   | Alpensia Resort | 5 km Freistil        | Far East Cup              |
| 22. | 17. Dezember 2018 | Alpensia Resort | 5 km Freistil        | Far East Cup              |
| 23. | 17. Januar 2019   | Alpensia Resort | 5 km Freistil        | Far East Cup              |
| 24. | 19. Januar 2020   | Alpensia Resort | 5 km klassisch       | Far East Cup              |
| 25. | 20. Januar 2020   | Alpensia Resort | 5 km Freistil        | Far East Cup              |
| 26. | 3. Februar 2021   | Alpensia Resort | 5 km klassisch       | Far East Cup              |
| 27. | 4. Februar 2021   | Alpensia Resort | 5 km Freistil        | Far East Cup              |
| 28. | 27. Dezember 2021 | Pyeongchang     | 5 km Freistil        | Far East Cup              |
| 29. | 19. Januar 2022   | Pyeongchang     | 5 km Freistil        | Far East Cup              |

## Teilnahmen an Weltmeisterschaften und Olympischen Winterspielen

### Olympische Spiele
- 2002 Salt Lake City: 46. Platz 15 km Freistil Massenstart, 52. Platz Sprint Freistil, 54. Platz 10 km klassisch
- 2006 Turin: 57. Platz 15 km Verfolgung, 62. Platz 10 km klassisch, 64. Platz Sprint Freistil
- 2010 Vancouver: 53. Platz 10 km Freistil, 58. Platz 15 km Skiathlon
- 2014 Sotschi: 36. Platz 30 km Freistil Massenstart, 51. Platz 10 km klassisch, 54. Platz 15 km Skiathlon
- 2018 Pyeongchang: 21. Platz Teamsprint Freistil, 51. Platz 10 km Freistil, 57. Platz 15 km Skiathlon
- 2022 Peking: 61. Platz 15 km Skiathlon, 75. Platz 10 km klassisch

### Nordische Skiweltmeisterschaften
- 2005 Oberstdorf: 49. Platz 10 km Freistil
- 2007 Sapporo: 51. Platz 10 km Freistil
- 2009 Liberec: 63. Platz 10 km klassisch 75. Platz Sprint Freistil
- 2011 Oslo: 47. Platz 15 km Verfolgung, 69. Platz Sprint Freistil
- 2015 Falun: 50. Platz 15 km Skiathlon, 60. Platz Sprint klassisch